# 김병순 (1910년)
김병순(1910년 3월 26일~1973년 3월 5일)은 대한민국의 수의사 출신 정치인이다. 제3·4·6·7대 국회의원을 지냈다.

## 역대 선거 결과
|  | 23.80% |

|  | 66.65% |

|  | 57.46% |

|  | 23.03% |

|  | 33.5% |

|  | 37.80% |